# 佐藤昌一郎
佐藤 昌一郎（さとう しょういちろう、1932年（昭和7年）6月10日 - 2002年（平成14年）8月2日）は日本の経済学者、政治学者。元法政大学経営学部教授。
第12回参議院議員通常選挙に山形県選挙区から出馬し後に村山市長を務めた佐藤昌一郎（元NHK山形放送局長）は、同姓同名の別人。

## 略歴
福島県二本松市に生まれる。1956年（昭和31年）に福島大学経済学部を卒業し、1964年（昭和39年）に法政大学大学院社会科学研究科経済学専攻博士課程を単位修得後退学する。同年に法政大学経営学部助手、1966年（昭和41年）に同大学同学部専任講師、1968年（昭和43年）に同大学同学部助教授を経て、1975年（昭和50年）に同大学同学部教授に就任する。1979年（昭和54年）にシェフィールド大学客員研究員を務め、1982年（昭和57年）に『地方自治体と軍事基地』で第7回野呂栄太郎賞を受賞する。

## 書籍

### 単著
- 『地方自治体と軍事基地』（新日本出版社、1981）
- 『反核の時代』（青木書店、1984）
- 『陸軍工廠の研究』（八朔社、1999）
- 『官営八幡製鉄所の研究』（八朔社、2003）

### 共著
- 『学問の人 宇佐美誠次郎』（『学問の人宇佐美誠次郎』刊行会、2000）

### 翻訳
- 『ザ・サン・ネバー・セッツ-世界を覆う米軍基地』（新日本出版社、1994）

### 編集
- 『世界の反核運動』（新日本出版社、1984）

## 参考
- 『官営八幡製鉄所の研究』
- 『現代物故者事典 2000-2002』（日外アソシエーツ、2003）